# Xovos
Xovos (uzb. cyr. Ховос; ros. Хавас, Chawas) – osiedle typu miejskiego we wschodnim Uzbekistanie, w wilajecie syrdaryjskim, siedziba administracyjna tumanu Xovos. W 1989 roku liczyło ok. 25,4 tys. mieszkańców. Węzeł kolejowy i drogowy. W miejscowości działa przedsiębiorstwo transportu kolejowego.